# 李興銳
李兴锐（1827年—1904年），字勉林，湖南浏阳人，清朝政治人物。
出身农家，家境清贫。1852年加入团练，后追随曾国藩，历任湘军粮官，候补大名府知府，两江总督衙门营务总管。1872年，曾国藩死后，李继续受到两江总督李宗羲重用，总办上海机器制造局。1889年任山东东海关道，1895年任长芦盐运使，1897年任福建按察使。光绪二十五年七月二十八（1899年9月2日），调任廣西布政使。光绪二十六年九月二十六日（1900年11月17日），升任江西巡抚。1902年，署广东巡抚，1903年署闽浙总督，1904年任两江总督，两个月后病死于任上，终年78岁。

## 延伸阅读
[在维基数据编辑]
 《清史稿·卷447》，出自趙爾巽《清史稿》